# Ossonis
Ossonis is een kevergeslacht uit de familie van de boktorren (Cerambycidae). De wetenschappelijke naam van het geslacht werd voor het eerst geldig gepubliceerd in 1867 door Pascoe.

## Soorten
Ossonis omvat de volgende soorten:
- Ossonis clytomima Pascoe, 1867
- Ossonis hirsutipes Aurivillius, 1922
- Ossonis indica Breuning, 1954
- Ossonis mentawensis Schwarzer, 1930
- Ossonis modiglianii Breuning, 1950
- Ossonis sumatrensis (Pic, 1936)